# بائو چونلای
بائو چونلای (انگلیسی: Bao Chunlai؛ زادهٔ ۱۷ فوریهٔ ۱۹۸۳) بدمینتون‌باز اهل چین است. وی در بازی‌های المپیک تابستانی ۲۰۰۴ و ۲۰۰۸ شرکت کرده‌است.